# گراهام کلاپهام
گراهام کلاپهام (انگلیسی: Graham Clapham؛ زادهٔ ۲۳ سپتامبر ۱۹۴۷) بازیکن فوتبال اهل بریتانیا است.
از باشگاه‌هایی که در آن بازی کرده‌است می‌توان به باشگاه فوتبال نیوکاسل یونایتد، باشگاه فوتبال گرنثم تاون، و باشگاه فوتبال شروزبری تاون اشاره کرد.